# Jacopo Vignali
Jacopo Vignali (Pratovecchio, 5 settembre 1592 – Firenze, 3 agosto 1664) è stato un pittore italiano.

## Biografia
Era figlio di Cosimo di Iacopo Vignali e di Giulia d'Antonio del Medico. Avendo mostrato fin da bambino una certa familiarità con il disegno i genitori lo mandarono a scuola da un maestro di Pratovecchio finché, nel 1605, fu abbastanza maturo da trasferirsi a Firenze presso uno zio prete di nome Arcangiolo.
Lo zio lo presentò al pittore Matteo Rosselli che lo volle come apprendista nella sua bottega. Tra i due si creò un legame molto stretto tanto che Rosselli gli propose di sposare sua sorella Margherita. Ma Vignali, gentilmente, declinò.
Una volta perfezionatosi prese congedo dal maestro, con il quale rimase sempre in buoni rapporti, e aprì una bottega in via della Crocetta (oggi via Laura).
Nell'aprile del 1663 ebbe un colpo apoplettico che lo paralizzò quasi completamente e lo portò alla morte l'anno successivo. È sepolto nella Chiesa di San Michele Visdomini a Firenze.
Tra i suoi allievi ci furono Raffaello Ximenes, Simone da Filicaia, Pietro dei Medici, Domenico Bettini, ma soprattutto Carlo Dolci.

### Produzione pittorica

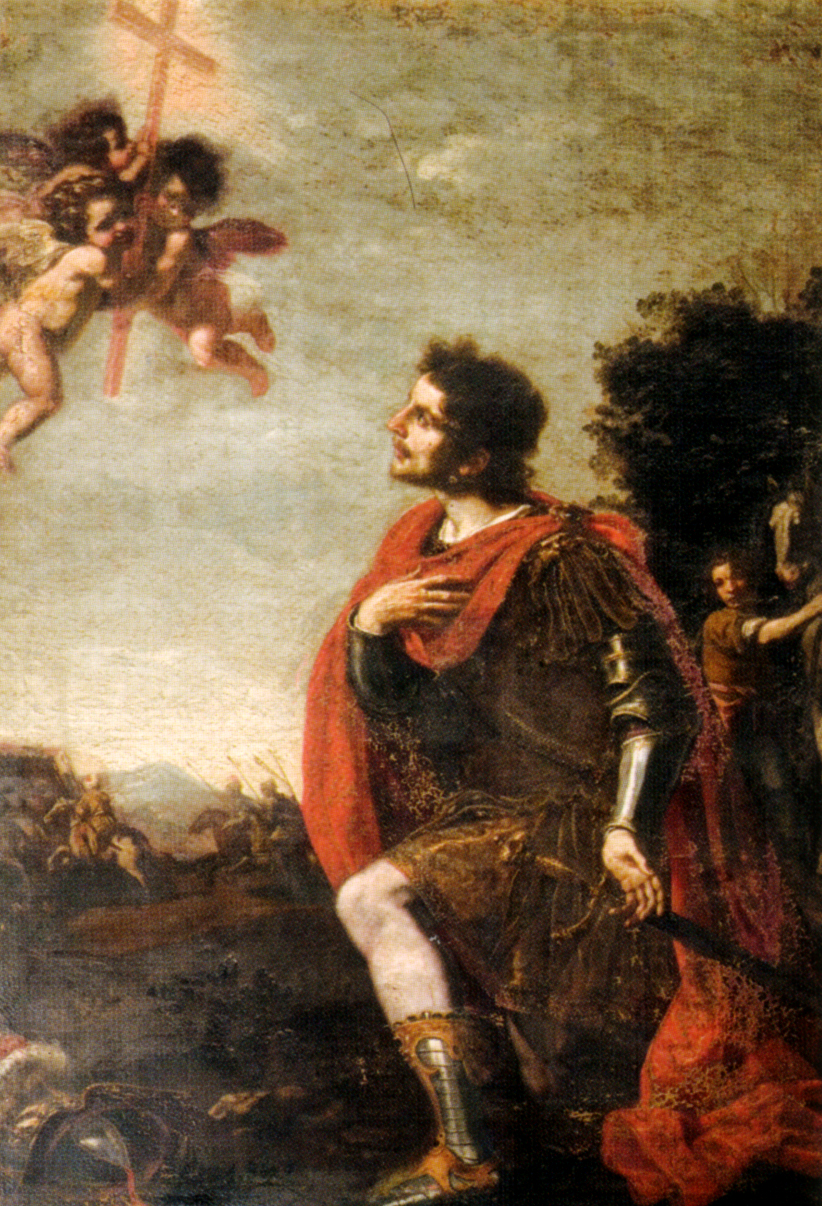
Apparizione della Croce a Costantino

«Tra le prime produzioni del suo pennello sono annoverate la bella Tavola del S. Bernardo che contempla il Redentore piagato, la quale trovasi nella Chiesa di S. Simone; un Istoria d'Abramo che siede a mensa con gli Angioli fatta per Galileo Galilei, e quattro Storie Sacre allusive all'Arte medica che vedonsi nella Spezieria di S. Marco.
Per la famiglia Pucci fece poi la Tavola della Beata Chiara da Monte Falco la quale è comunicata dal Salvatore che fu posta nella Chiesa di S. Spirito all'Altare appartenente a detta famiglia per cui, oltre a molti altri quadri, colorì ancora una tela con diversi fatti prodigiosi di S. Francesco di Paola che fu donata alla Chiesa di S. Giuseppe dove, per accompagnare alla già nominata, fece altra Tavola in cui rappresentò vari guarigioni d'infermi operate dal medesimo Santo.
Un bellissimo S. Filippo Neri portato dagli Angioli in Cielo fecegli dipignere il celebre Letterato Mario Guiducci di cui fece poi dono alla Compagnia di S. Benedetto Bianco; e più lavori eseguì per i Monaci di Vallombrosa, cioè nella Chiesa di Santa Trinità di Firenze per la Cappella dei Comi il Salvatore che sotto il peso della Croce s' incammina al Calvario; ed in una Cappella fabbricata alla Vallombrosa presso una fonte chiamata di S. Giovan Gualberto, per essersi questo Santo servito di essa per mortificare il suo corpo, una Tavola dove espresse un miracolo fatto dall'Altissimo in favore d'una Monaca francescana per mezzo di quelle acque. Questo lavoro fu talmente stimato da quei Monaci che per salvarlo dall'aria umida che penetrava in questa Cappella circondata da faggi ed abeti, lo trasportarono in luogo più sicuro sostituendovi una copia fatta per mano di Gio. Battista Cipriani, nostro fiorentino Pittore molto valente e che opera con grande applauso in Inghilterra.
Anche in S. Basilio è collocato un suo quadro fattogli fare da Pandolfo Ricasoli con S. Caterina da Siena alla quale il Salvatore, corteggiato da Spiriti celesti, dona il suo cuore; ed in S. Michele Berteldi, o degli Antinori, in una delle Cappelle appartenenti alla famiglia Bonsi colorì uno dei Quadri laterali dove rappresentò l'apparizione della Croce all'Imperator Costantino, e nella parte superiore due lunette in una delle quali è un fatto di S. Pietro, nell'altra il Martirio di Santa Lucrezia, oltre ai putti e fregiature della volta. Trovansi ancora nella Chiesa stessa varie Pitture di questo Artefice nella Cappella del Martelli dedicata a San Gaetano ed in quella dei Mazzei eretta in onore dei Santi Angioli; le quali furono molto stimate dagl'Intendenti.
Non debbono tralasciarsi le varie eccellenti opere fatte per le Compagnie o Buche di S. Antonio e di S. Girolamo e specialmènte il S. Paolo in atto di sanare i languenti che vedesi in quella dedicata a questo Santo, come pure la nobil Tavola di Maria Vergine Assunta con molti Santi che la contemplano collocata nella nuova Sagrestia dell'Annunziata sul ricco Altare di marmi mischi adornato.

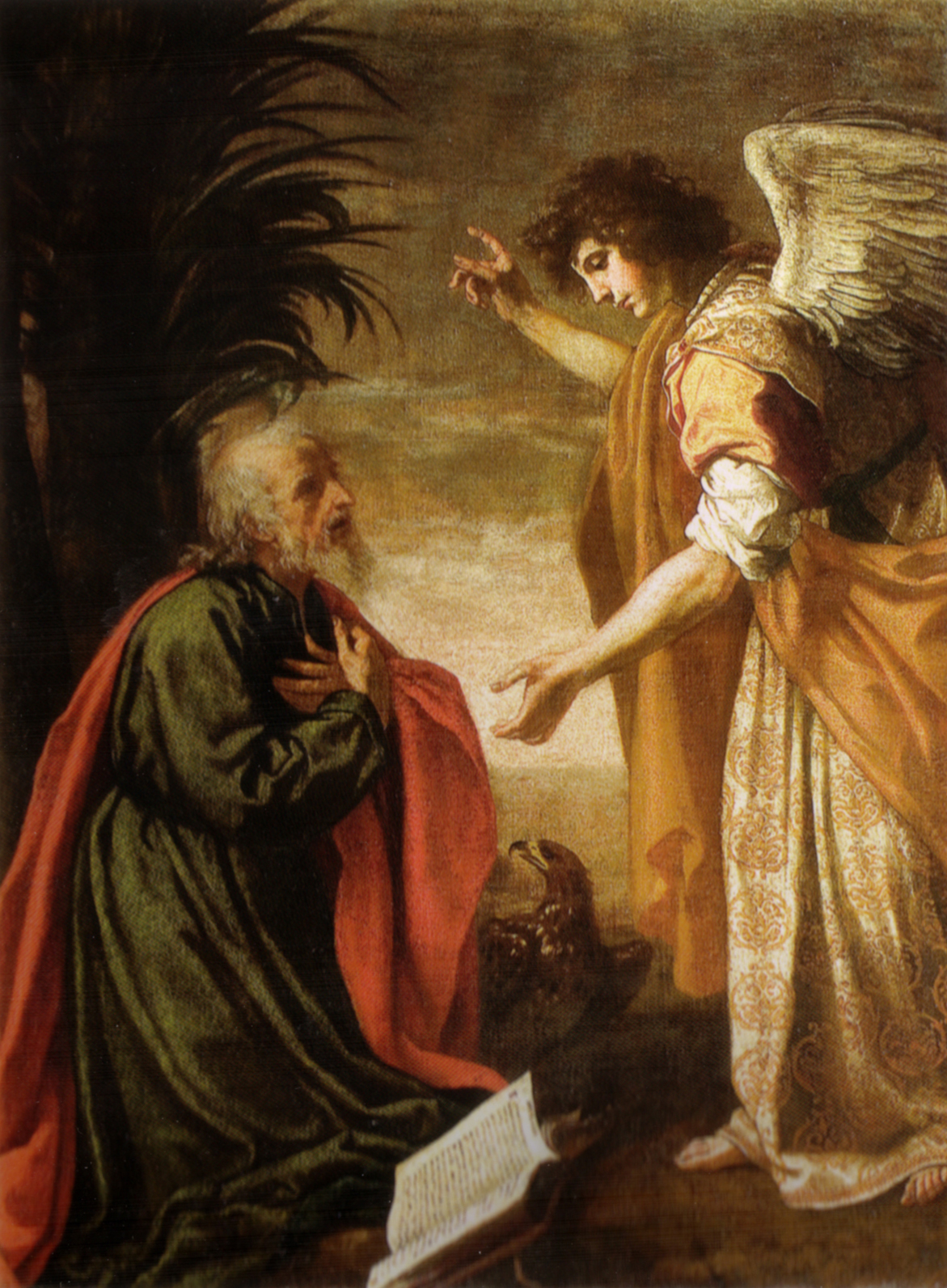
San Giovanni Evangelista a Patmos

Ma degna di particolare osservazione è la Tavola del Martirio di Santa Lucia che vedesi nella nominata Chiesa dell'Annunziata, alla Cappella fabbricata con Sovrana magnificenza dal Marchese Fabbrizio Colloredo, Ministro della Serenissima Casa Medici; per non parlare dei graziosi Angioli librati in aria che nel Tempio medesimo si ammiravano nella volta della Cappella già degli Accolti inoggi dei Buontalenti, alle parti laterali della quale sono dello stesso pennello le due bellissime tele.
La Chiesa e Convento di S Maria Novella contengono parimenti lavori assai belli di Iacopo essendo di sua mano all'Altare che fu dei Bardi, in cui si conserva al presente l'Augustissìmo Sacramento, la Tavola che cuopre lo spazio in cui si conserva l'immagine di S. Domenico e per ornamento della copiosa Libreria ritrasse in quattro gran Quadri i quattro più illustri Scrittori dell'Ordine Domenicano cioè Alberto Magno, S. Tommaso d'Aquino, Ugone Cardinale e Tommaso da Vio detto il Cardinale Gaetano; per non descrivere le varie teste di Religiosi che nello stesso Convento son conservate.
Non si possono mai abbastanza lodare la vaga e spaziosa lunetta del Refettorio dei Monaci Camaldolesi detti degli Angioli dove con gusto non ordinario espresse Abramo che banchetta gli Angioli comparsigli sotto umane sembianze; il S. Francesco di Paola posto alla Cappella della famiglia del Sera nella Chiesa degli Agostiniani Scalzi sulla Costa; le Marie piangenti intorno al Sepolcro di Cristo colorite a tempera e poste dietro all'Altar Maggiore della Compagnia di S. Benedetto Bianco; e il S. Liborio che adorna nella Chiesa di S. lacopo sopr'Arno la Cappella dei Buonaccorsi.
Le lodi che davansi universalmente al Vignali fecero sì che da ogni Città della Toscana furono richieste opere dei suoi pennelli.
Per la Città di Colle pertanto, ad istanza di Cosimo della Gherardesca Vescovo della medesima, fece una Vergine Annunziata che ebbe luogo nella Cattedrale; per Prato un Martirio di S. Sebastiano che fu posto nella Chiesa di S. Domenico; per Pisa una tela con fatti di S. Brunone che è conservata nell'Ospizio della Certosa, una Vergine con S. Francesco e l'Angiol Custode che adorna una Cappella nella Chiesa di Santa Croce appartenente ai Minori Osservanti; ed una tela che si crede collocata nella soffitta della Madonna dei Galletti; per Arezzo una Vergine con più Santi che trovasi nella Pieve Collegiata, la qual opera condusse per commissione del celebratissimo Francesco Redi; per Volrerra un S. Domenico conservato nella Chiesa delle Monache di S. Dalmazio; e per la Città del Borgo S. Sepolcro due Tavole ordinategli dal famoso Ingegnere Cantagallina.
Infinite per così dire sono le tele di sua mano che trovansi in diverse Terre e Castelli della Toscana. Noi contentandoci di accennare le principali, diremo che a S. Casciano fece una Circoncisione; altra simil Tavola alla Pieve di Sesto; e alla Badia di Ripoli una tela con S. Rocco, S. Bastiano dietro ad esso e più discosto S. Filippo Aportolo in piedi i quali Santi venerano la Vergine che ascende al Cielo e che tiene il Bambino pendente per un braccio. 

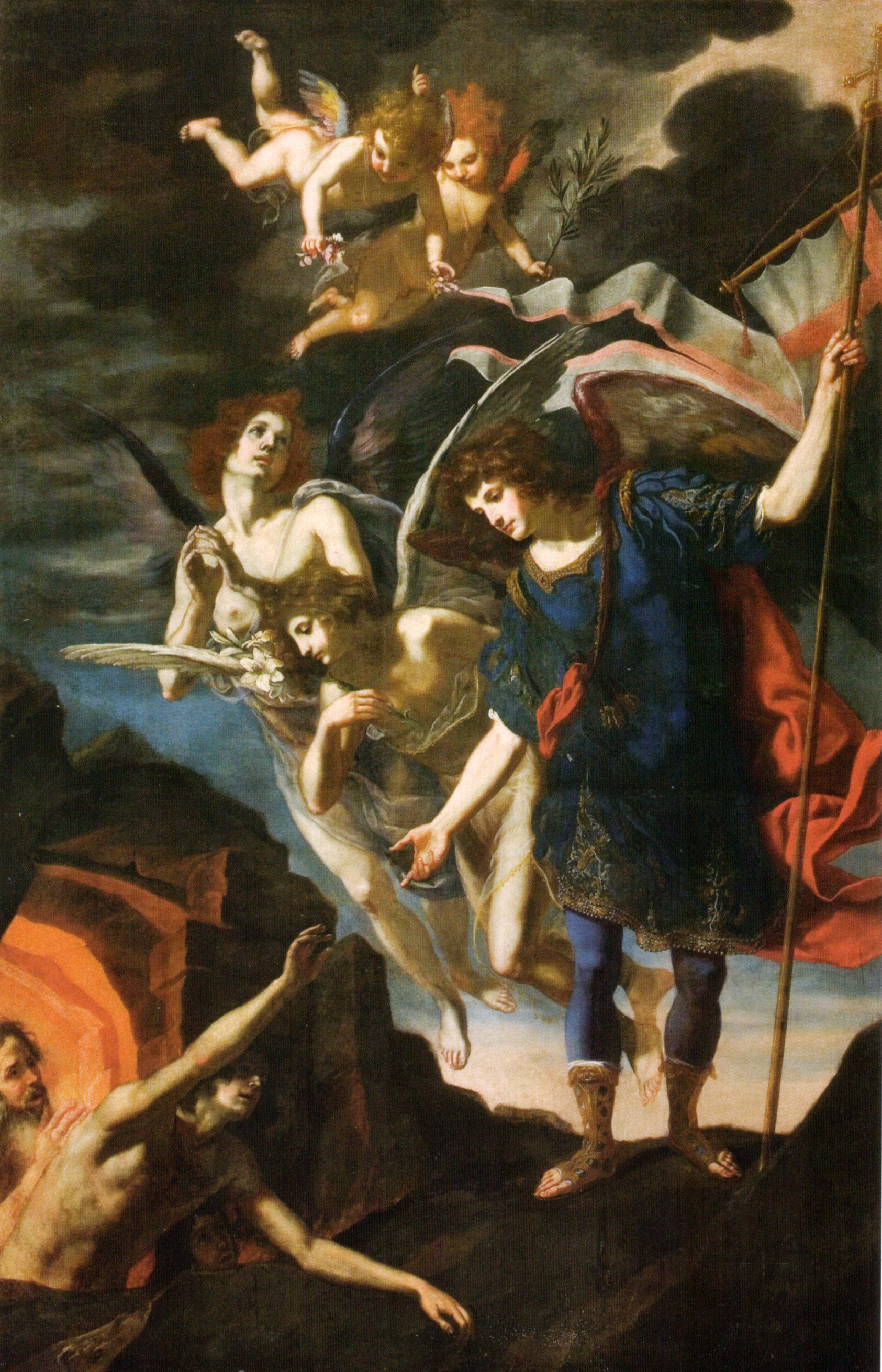
San Michele arcangelo libera le anime del purgatorio

I Padri Carmelitani della Castellina gli fecero dipignere un Cristo nell'Orto di cui duplicò l'Originale a richiesta di Lorenzo Segni e per i Monaci Cisterciensi alla Badia di Settimo colorì due Tavole, una con S. Pietro che risana lo storpiato alla porta del Tempio, l'altra con S. Benedetto nudo involto fra le spine. Anche i Padri Cappuccini di Monte Varchi hanno nella lor Chiesa di mano del Vignali il Beato Cantalicio in atto di adorar la Vergine che scende dal Cielo; e nella Prepositura di Campiglia, Terra del Littorale Pisano, avvi una Vergine con i Santi Leonardo e Francesco di Paola.
Che diremo poi del Quadro con la Vergine e più Santi della Prepositura della Terra di Peccioli; del Santo Antonio da Padova che riceve dalla Vergine il Divin Figlio della Terra di Figline; dello Spirito Santo che discende sugli Aportoli fatto per il Borgo S. Lorenzo nella Compagnia allo stesso Santo Spirito dedicata; della Vergine che porge il Rosario a S. Domenico esistente nella Pieve dell'Antella; della Deposizione di Cristo dalla Croce e dell'Assunzione di Maria Vergine, la prima collocata in una Compagnia, l'altra nella Chiesa di alcune Monache nella Terra di Santa Croce e finalmente della Concezione che adorna la Pieve di Montopoli; e della Vergine con S. Giuseppe venerata nella Chiesa delle Monache di Prato Vecchio dove mandò ancora un Cristo che da' le Chiavi a S. Pietro Grandissimo; onore ed applauso si acquistò il nostro lacopo nel condurre tutti questi lavori che esposti vedonsi al Pubblico ma non minore ne meritò per quelli che fece a richiesta di molti privati dei quali accenneremo i più singolari.
Tra questi furono due Storie che eseguì per il Marchese Bartolommeo del Monte una rappresentante Orfeo che libera Euridice, l'altra Angelica e Sacripante. Per Gio Francesco Grazzini oltre il di lui ritratto e la Tavola del Martirio di S. Lorenzo che quel Gentiluomo donò alla Prioria di Serpiolle; eseguì l'Istoria di Agar soccorsa dall'Angiolo col sitibondo Ismaele opera sì stimata che mosse il Principe Cardinale Gio Carlo ed altri a fargliela replicare con diverso pensiero.
Giovan Battista Strozzi volle di sua mano una Visitazione di Santa Elisabetta ed un Gesù sul Giordano il quale pose nella Cappella della sua Villa del Borghetto; il Marchese Incontri una Santa Conversazione ed un trionfo di David; Giovanni Buonaccorsì un Mosè che inalza nel deserto il Serpente di bronzo; e la famiglia Popoleschi più Quadri trai quali una Natività collocata alla loro Cappella della Villa d'Agna, un S. Luigi Re di Francia che lava i piedi a' poveri e la bellissima storia d'Ieste colorita in gran tela ed espressa con somma vivacità.
Eccellentissima fu la S. Caterina dei Ricci in atto di venerare la Vergine che visibilmente le apparve, il di cui volto ricavò da un antico Ritratto per commissione di Pier Francesco dei Ricci che fecegli fare ancora alcuni Ritratti in mezza figura per farne dono a diversi Prelati; né fu meno perfetto il Ritratto di Suor Domenica del Paradiso che gli fecero colorire le Monache della Crocetta per donarlo alla Serenissima Granduchessa Vittoria.

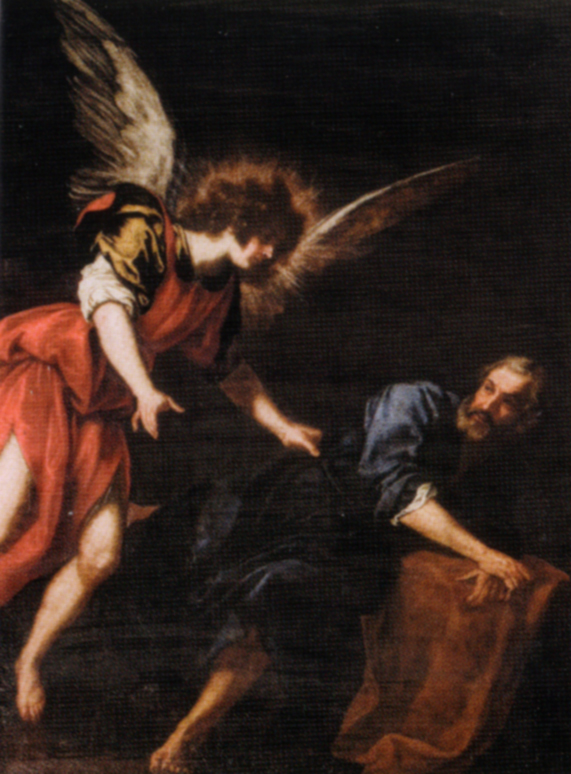
Apparizione di San Pietro

Vorremmo passare sotto silenzio, se la loro bellezza lo permettesse, il Giudizio di Salomone fatto per Gio. Gualberto Guicciardini; la storia di Baal della famiglia del Riccio; i due Poetici concetti cioè l'Achille con Teti e Rinaldo con Armida della Casa Dracomanni; i fatti di Giacobbe e di Sansone della Casa Corsini; i due bei Quadri eseguiti dal Vignali per Raffaello Ximenei suo Scolare, uno con la Natività del Signore e l'altro col Transito di S Giuseppe; e il Gedeone con l'Angiolo che fece per Francesco Alamanni.
Non ci fermeremo a descrivere il Mosè che fa scaturire dal vivo sasso le acque, istoria felicemente inventata per commissione di Francesco Alamanni che gli ordinò altresì il bel Quadro con la morte di S. Antonio Abate; l'Eliseo che fa risorgere il figlio della Vedova posseduto dalla Famiglia Filicaia; la Santa Conversazione che i Tornaquinci fecero collocare nella Chiesa di S. Giorgio di Calonica; il Sansone che sbrana il Leone espresso per Gio. Battista Bracci; l'Abigail che placa David sdegnato contro Nabal appartenente ai Tolomei ed il David che spogliasi delle armi di Saulle per combattere col Gigante fattogli rappresentare da Francesco Buontalenti.
Per il Canonico Leonardo Dati fece una Vergine con più Santi posta in S. Flooriano, in Castel Falsi Territorio di S. Miniato; per il Marchese Gabriello Riccardi, nella volta d'una delle Camere terrene della deliziosa Villa di Valfonda, in uno sfondo a olio una Liberalità che abbraccia la virtù; per il Marchese Gerini un Mosè che difende dagl'indiscreti Pastori le figlie d'Ietro, lo sposalizio di S. Caterina col Bambino Gesù e Giaele con Sifara.
Per Marc'Antonio Altoviti effigiò eccellentemente il ritratto di Alessandro di lui padre e colorì inoltre in tele ottagone S. Domenico e S. Antonio e il Sagrifizio d'Ieste; per Girolamo Capponi la storia di Pier Capponi che in faccia al Re di Francia lacerò i proposti Capitoli della Pace; e per Francesco Rondinelli un David ed il Ritratto del Commendatore di Malta di lui fratello.
Ma sopra ogn'altra di lui fatica meritano di essere esaltate la storia della Fuga del Conte Guido Novello e dei suoi seguaci seguita per opera del Senatore Aleslandro Cerchi, la quale figurò per i discendenti di questo grand'uomo; e le Pitture che fece nel 1657 per Michel'Angiolo Buonarroti il giovine, nella sua Casa di via Ghibellina, in una stanza detta degli Angioli poi ridotta a Cappella, cioè i diversi Santi e Beati della Toscana che guidati da S. Gio. Batista e da Santa Reparata Protettori di Firenze s'indrizzano al Paradiso, opera condotta con le più esatte regole della prospettiva e che fa conoscere quanto valesse il Vignali nel dipignere a fresco».

## Opere
- San Bruno (1630), Cappella di San Bruno, Certosa di Pisa;
- Circoncisione (1634), Cappella Martini della Pieve di Sesto;
- San Martino dona il mantello al povero, Duomo di Pietrasanta;
- Trasfigurazione, Duomo di Pietrasanta;
- Madonna con bambino e santi, Chiesa di San Bartolomeo nella Badia a Ripoli;
- Sant'Agostino, Chiesa di Santa Maria dei Candeli;
- Immacolata Concezione (1658), Pieve dei Santi Giovanni Evangelista e Stefano, Montopoli in Val d'Arno;
- Estasi di San Francesco (1634), Chiesa di Santo Stefano in Pane;
- Gesù scende dalla Croce per mostrare a San Bernardo le piaghe che ha sulle spalle, Chiesa dei Santi Simone e Giuda;
- San Michele, Chiesa di San Gaetano;
- Prima Messa di S. Filippo Benizi, olio su tela, 220 x 160 circa, Chiesa di S. Francesco Poverino, Firenze, 1620 circa.

Nella Chiesa di San Martino a Montughi c'è una tela che rappresenta il Crocifisso portato in Cielo da angeli e adorato da Santi, che presenta sullo sfondo il panorama di Firenze: questa opera è firmata e datata 1631.
Sull'altare, nella cappella della Madonna degli Angeli che si trova all'interno della Basilica della Santissima Annunziata, è raffigurata la Vergine Assunta in Cielo con San Vitale, Sant'Alessandro e San Gregorio; sull'altare di un'altra cappella, sempre in questa Basilica, è dipinto il Martirio di Santa Lucia e in un'altra è rappresentata Santa Maria Maddalena e Santa Margherita da Cortona, oltre all'affresco della cupola della stessa cappella.
Pitture affrescate dal Vignali si trovano a Firenze nel refettorio dell'antico convento di Santa Maria degli Angioli, fra via Colonna e via della Pergola e altre pitture del Vignali sono nella Casa Buonarroti in via Ghibellina.
Anche a Greve in Chianti, nel Museo di San Francesco, ci sono dipinti del Vignali.